# توماس پلایل
توماس پلایل (انگلیسی: Thomas Plößel؛ زادهٔ ۲۹ آوریل ۱۹۸۸) قایقران قایق بادبانی اهل آلمان است.